# Morvan Duhamel
Pour les articles homonymes, voir Duhamel.
Morvan Duhamel, dit Morvan Bourgeaux, né le 22 février 1928 à Saint-Ouen-sur-Seine (Seine-Saint-Denis) et mort le 24 mai 2017 à La Celle-Saint-Cloud (Yvelines), est un journaliste, écrivain et homme politique régionaliste français.
Engagé durant sa jeunesse au sein du Rassemblement national populaire (RNP) fondé par Marcel Déat en 1941, Morvan Duhamel devient après la guerre un militant anticommuniste proche de Georges Albertini et de Claude Harmel. Il est aussi un actif promoteur du régionalisme breton et de la décentralisation.

## Biographie

### Famille
Il est le fils de Maurice Duhamel, musicien et membre du Parti autonomiste breton.

### Activités
Morvan Duhamel a longtemps été un collaborateur de l'homme de l'ombre et militant anticommuniste Georges Albertini, de 1949 à la mort de ce dernier en 1983. Selon un biographe d'Albertini, Jean Lévy (Le Dossier Georges Albertini. Une intelligence avec l'ennemi, éd. L'Harmattan, 1992), il aurait été un ancien militant de la SFIO, proche de Guy Mollet et collaborateur de la Revue socialiste. Morvan Duhamel nie avoir été membre de la SFIO. Selon Pierre Rigoulot, il aurait été en 1944 un tout jeune membre des Jeunesses du Rassemblement national populaire (JNP), le parti collaborationniste de Marcel Déat dont ont été membres Albertini (no  2 du parti) et Claude Harmel. 
Il est à partir de 1983 directeur de l'Institut d'histoire sociale (IHS),, qui prend la succession de l'officine anticommuniste d'Albertini, et directeur de la revue Est § Ouest, rebaptisée Horizons nouveaux après la fin de la guerre froide et fondée par Albertini en 1949 sous le nom de BEIPI. Il dirige le périodique Chronique économique, syndicale et sociale (1993-2005), qui prend la suite des Études sociales et syndicales de Claude Harmel. Il quitte l'Institut en 2006, à 78 ans.
Il a aussi occupé diverses autres fonctions, souvent à la demande d'Albertini. Il a été membre du cabinet de trois présidents du Conseil économique et social (Émile Roche, ami d'Albertini, Gabriel Ventejol, syndicaliste FO, et Jean Mattéoli), de 1954 à 1990. Et Roche et Ventejol ont présidé l'Institut d'histoire sociale. Selon ses dires, il a été la plume de Roche, écrivant ses discours et ses nombreux articles publiés dans divers périodiques. Il a été dans la deuxième moitié des années 1960 le chef de cabinet de Roche, à partir de 1965,,. Il a été en parallèle le responsable de la division des relations extérieures à la direction générale de l'Agence nationale pour l'emploi (ANPE) de 1971 à 1983,. Il a été brièvement membre du cabinet d'Edgar Faure, ministre des Affaires sociales et du travail, en 1972.
Comme son père, il a été également un militant régionaliste et fédéraliste, en faveur de la Bretagne. Collaborateur du XXe siècle fédéraliste, périodique de La Fédération, il figure au cours des années 1960 dans les équipes du Comité d'étude et de liaison des intérêts bretons (CELIB) et du Mouvement national pour la décentralisation et la réforme régionale (MNDR), lancé en 1968 par Joseph Martray, dirige un temps le Centre Élysées-Bretagne, vitrine promotionnelle, culturelle et commerciale de la Bretagne à Paris, inauguré en 1967,, collabore au périodique du CELIB, La Vie bretonne. Il est le secrétaire général de l'Office d'information et de documentation des élus locaux de Bretagne (ODIB), partisan d'une réforme régionale qui romprait avec la tradition jacobine et centralisatrice et s'exprimant à ce titre dans Le Monde à la fin des années 1960 et au début des années 1970,,. Il fait ensuite partie du comité de rédaction d'Armor Magazine et collabore à La Bretagne à Paris. 
Il a utilisé notamment les pseudonymes « Civicus »[réf. souhaitée], « Hervé Le Goff » et « Yves Josselin ». Il a aussi publié de très nombreux romans d'aventures ou d'espionnage dans les années 1960, sous plusieurs pseudonymes, Paul Binic (pour les éditions de l'Arabesque et aux Presses noires), Gil Bréhat (pour la société d'éditions générales), Gilles Guirec (aux Presses internationales) et Yves Josselin (pour la collection du Masque),,. Il publie un roman sous son nom en 1974, évoquant le Concorde et l'espionnage soviétique.
Dans ses dernières années, il se fait le mémorialiste et l'apologiste d'Albertini. Ses derniers textes, notamment son Supplément aux entretiens de Georges Albertini, sont marqués par un négationnisme assez net.

## Ouvrages
- « Civicus », Monsieur Mendès-France et les communistes, Pierre Amiot, 1957.
- Les quatre jours de Dallas, France-Empire, 1967.
- Duel d'espions pour un Mirage, France-Empire, 1971.
- L'Espion du Concorde, Nouvelles éditions latines, 1974.
- « Hervé Le Goff », Les Grands Mensonges de l'histoire, Grancher, 1982 (BNF 34672931).
- « Hervé Le Goff », Les Grands Trucages de l'histoire, Grancher, 1982 (BNF 34726092).
- Entretiens confidentiels de Georges Albertini, Amalthée, 2013, 800 p.
- Les Écrits en prison de Georges Albertini, Amalthée, 2014, 332 p.
- En mission pour Georges Albertini, Amalthée, 2014, 250 p.
- Supplément aux entretiens de Georges Albertini, Amalthée, 2015, 210 p.